# Themes (Rick Wakeman)
Themes is een muziekalbum van Rick Wakeman.
Wakeman werd gevraagd om een tune te schrijven voor het Wereldkampioenschap voetbal 1998, doch achteraf bleek dat de vrager niets van doen had met dat toernooi. Wakeman had echter nog wel meer van die melodietjes in zijn hoofd en Themes was geboren. Het album is opgenomen op Man, in de privéstudio van Wakeman Bajonor House; in het tijdvak september 1997 – maart 1998. 

## Musici
- Chrissie Hammond - zang
- Rick Wakeman – toetsinstrumenten en bassynthesizer
- Fraser Throneycroft-Smith – gitaar, zang
- Phil Laughlin, Brad Wiseman – bas
- Stuart Sawney – elektronisch slagwerk, geluidstechnicus

## Tracklist
| Nr. | Titel               | Duur |
| --- | ------------------- | ---- |
| 1.  | Fanfare             | 4:30 |
| 2.  | Bassolla            | 4:30 |
| 3.  | Nothing left to say | 2:16 |
| 4.  | Latin cycle         | 5:06 |
| 5.  | Ambient loop        | 6:22 |
| 6.  | Without love        | 4:03 |
| 7.  | Section seven       | 3:40 |
| 8.  | Hall of fame        | 3:37 |
| 9.  | On our way          | 3:47 |
| 10. | Forever and ever    | 4:43 |
| 11. | Freefall            | 9:13 |